# Jan Weyssenhoff (generał)
Jan Weyssenhoff herbu Łabędź (ur. 11 kwietnia 1774 w Andżelmujży, zm. 19 maja 1848 w Samoklęskach) – generał dywizji, uczestnik wojny polsko-rosyjskiej 1792, insurekcji kościuszkowskiej, wojen napoleońskich, powstania listopadowego.

## Życiorys
Pochodził z niemieckiej rodziny Weissów, która już w XVII wieku uległa pełnemu spolszczeniu.
Służbę wojskową rozpoczął 14 grudnia 1789 w stopniu podporucznika w 8 regimencie pieszym litewskim. Uczestniczył w wojnie 1792, awansując 13 sierpnia na porucznika. Po zwycięstwie targowiczan działał w sprzysiężeniu insurekcyjnym w Wilnie. W czasie powstania kościuszkowskiego był adiutantem Jakuba Jasińskiego, na tym stanowisku awansował na kapitana. Przeniesiony następnie do 8 pułku jazdy litewskiej w stopniu majora. Po upadku powstania pozostawał poza wojskiem.
20 grudnia 1806 zaciągnął się do wojska Księstwa Warszawskiego jako adiutant gen. Jana Henryka Dąbrowskiego w stopniu szefa szwadronu. 23 lutego 1807 major w 12 pułku piechoty, a 29 lipca 1808 awansował na pułkownika, dowódcę pułku. Uczestniczył w kampanii austriackiej 1809 i moskiewskiej 1812. W 1810 został członkiem loży wolnomularskiej Przesąd Zwyciężony. 3 lutego 1813 mianowany generałem brygady jako dowódca brygady jazdy. Na czele brygady uczestniczył w kampanii saskiej 1813, w czasie której trafił do niewoli w Dreźnie.
Po uwolnieniu w armii Królestwa Polskiego. 20 stycznia 1815 został dowódcą brygady ułanów, a następnie dowódcą dywizji jazdy. 3 września 1826 awansował na generała dywizji. W roku 1830 zaliczono mu 28 lat i 2 miesiące „nieskazitelnej” służby wojskowej. Po wybuchu powstania listopadowego początkowo pełnił funkcję dowódcy dywizji jazdy; 23 stycznia 1831 objął dowództwo całej jazdy wojsk powstańczych, lecz już 26 lutego został przeniesiony z tego stanowiska, pod pretekstem wieku, na organizatora rezerw w krakowskim.
Po upadku powstania został zesłany do Kostromy. Zwolniony z niewoli w 1833, powrócił w Lubelskie, do Samoklęsk, które zakupił od Czartoryskich w 1824. Zmarł tam, pochowany został w przykościelnej kaplicy rodowej w Kamionce. Pamiętnik generała Jana Weyssenhoffa z portretem autora wydał Józef Weyssenhoff, Warszawa: Gebethner i Wolff; Kraków: G. Gebethner i Spółka, 1904.

## Odznaczenia
Był odznaczony Legią Honorową IV i V klasy, Orderem Virtuti Militari III klasy, Orderem Żelaznej Korony III klasy, Orderu Świętej Anny I klasy, Orderu Świętego Włodzimierza II klasy. W Królestwie Kongresowym został kawalerem Orderu Świętego Stanisława I klasy w 1819 roku. W 1830 roku został nagrodzony Znakiem Honorowym za 25 lat służby.